# 10,000 Maniacs

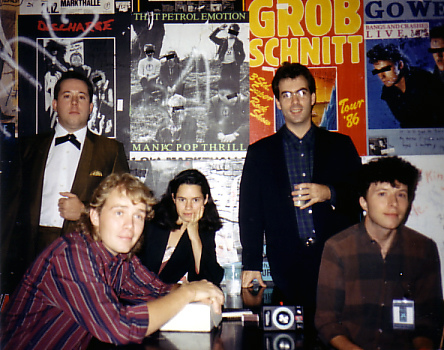
Die 10,000 Maniacs ca. 1986–87

10,000 Maniacs ist eine Folk-Rockband aus Georgia, die seit ihrer Gründung 1981 mit verschiedenen Besetzungen aktiv ist. Das bekannteste Mitglied war Natalie Merchant, die die Band 1993 verließ, um eine Solo-Karriere zu verfolgen. Der Name der Band leitet sich ab vom Titel des Low-Budget-Horrorfilms Two Thousand Maniacs!.

## Geschichte
Als Still Life wurde die Band in Jamestown (New York) 1981 gegründet. Gründungsmitglieder waren Steven Gustafson (damals 23, E-Bass), Dennis Drew (23, Keyboards), Robert Buck (22, Gitarre), Terry Newhouse (Bucks Ex-Frau, Gesang) und Chet Cardinale (Schlagzeug). Gustafson lud auch Natalie Merchant (damals 18) ein, um die Gruppe gesanglich zu unterstützen. John Lombardo (28, Gitarre) war damals in einer Band namens The Mills, spielte aber gelegentlich bei Still Life und wechselte schließlich permanent. Newhouse und Cardinale verließen die Band nach kurzer Zeit, so dass Merchant zur Sängerin wurde. Verschiedene Schlagzeuger kamen und gingen. Die Band änderte ihren Namen in Burn Victims und schließlich in 10,000 Maniacs.

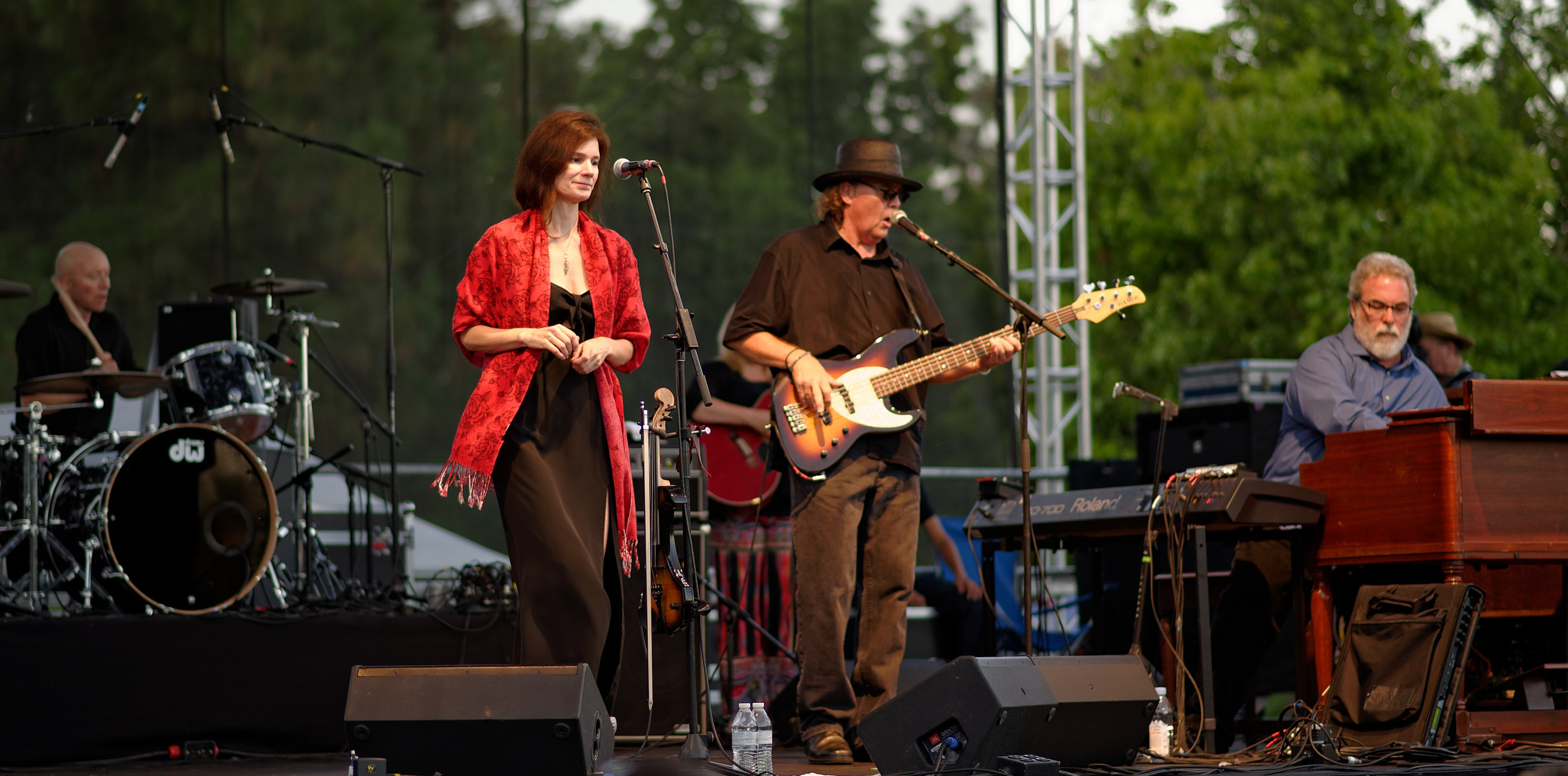
Die 10,000 Maniacs 2015

Als solche traten sie im September 1981 das erste Mal auf, zunächst als Cover-Band. Als sie das langweilte, begannen sie, selbst Songs zu schreiben. In den meisten Fällen war Merchant für die Texte verantwortlich und Lombardo für die Musik. Im Frühjahr 1982 nahmen sie die erste EP namens Human Conflict Number Five auf, es folgte eine große Zahl an Auftritten.
Anfang 1983 kam der Schlagzeuger Jerry Augustyniak hinzu. Mit ihm nahm die Band Songs für ihr Debüt-Album Secrets of the I Ching auf. Das Album bekam wohlwollende Kritiken und wurde von John Peel, einem DJ bei BBC Radio 1 in London, entdeckt. Der Song My Mother the War wurde ein kleiner Hit in Großbritannien. 1983 bis 1984 tourte die Band ausgedehnt, auch nach Großbritannien. 1985 unterzeichneten 10,000 Maniacs einen Plattenvertrag bei Elektra Records, nachdem Peter Leak ihr Manager geworden war.
1986 verließ Lombardo die Band. Die verbliebenen fünf Mitglieder nahmen in Los Angeles das Album In My Tribe auf, das sich stärker in Richtung Popmusik orientierte und in den USA die Charts stürmte. Lombardo hatte mit Mary Ramsey inzwischen ein Folk-Duo namens John & Mary gegründet.
1993 nahmen 10,000 Maniacs ihr MTV Unplugged-Album auf, im selben Jahr aber gab Natalie Merchant ihre Trennung von der Band bekannt. Intern hatte sie das allerdings schon zwei Jahre zuvor angekündigt. Die verbliebenen Mitglieder nahmen John & Mary in die Band auf, Ramsey spielte Viola und sang.
10,000 Maniacs veröffentlichten mit Mary Ramsey als Sängerin 1997 und 1999 zwei weitere Alben. Im Jahr 1997 hatten sie einen musikalischen Auftritt in der Serie Sabrina – Total Verhext!. Am 19. Dezember 2000 starb Robert Buck 42-jährig an Leberversagen. Die Band nahm sich eine Pause. Gustafson und Drew starteten eine Band namens Mighty Wallop. Jerry schloss sich Only Human an, Lombardo und Ramsey verließen 10,000 Maniacs 2002. Mit Oskar Saville von Rubygrass für den Gesang folgten 2003 nochmal einige Konzerte.

## Diskografie

### Studioalben
| Jahr | Titel                | Höchstplatzierung, Gesamtwochen, AuszeichnungChartplatzierungen (Jahr, Titel, Platzierungen, Wochen, Auszeichnungen, Anmerkungen) | Höchstplatzierung, Gesamtwochen, AuszeichnungChartplatzierungen (Jahr, Titel, Platzierungen, Wochen, Auszeichnungen, Anmerkungen) | Anmerkungen                              |
| Jahr | Titel                | UK | US | Anmerkungen                              |
| ---- | -------------------- | --- | --- | ---------------------------------------- |
| 1987 | In My Tribe          | UK— SilberUK | US37 ×2Doppelplatin · (77 Wo.)US                                                                                                  | Erstveröffentlichung: 27. Juli 1987      |
| 1989 | Blind Man’s Zoo      | UK18 Silber · (8 Wo.)UK | US13 Platin · (28 Wo.)US | Erstveröffentlichung: 16. Mai 1989       |
| 1992 | Our Time in Eden     | UK33 (2 Wo.)UK | US28 ×2Doppelplatin · (56 Wo.)US                                                                                                  | Erstveröffentlichung: 29. September 1992 |
| 1997 | Love Among the Ruins | — | US104 (14 Wo.)US | Erstveröffentlichung: 17. Juni 1997      |

### Livealben & Kompilationen
| Jahr | Titel         | Höchstplatzierung, Gesamtwochen, AuszeichnungChartplatzierungen (Jahr, Titel, Platzierungen, Wochen, Auszeichnungen, Anmerkungen) | Höchstplatzierung, Gesamtwochen, AuszeichnungChartplatzierungen (Jahr, Titel, Platzierungen, Wochen, Auszeichnungen, Anmerkungen) | Anmerkungen                            |
| Jahr | Titel         | UK | US | Anmerkungen                            |
| ---- | ------------- | --- | --- | -------------------------------------- |
| 1990 | Hope Chest    | — | US102 (10 Wo.)US | Erstveröffentlichung: 1. Oktober 1990  |
| 1993 | MTV Unplugged | UK40 (2 Wo.)UK | US13 ×3Dreifachplatin · (45 Wo.)US                                                                                                | Erstveröffentlichung: 26. Oktober 1993 |

Weitere Alben
- 1983: Secrets of the I Ching
- 1985: The Wishing Chair (UK: Silber)
- 1989: You Happy Puppet
- 1999: The Earth Pressed Flat
- 2004: Campfire Songs
- 2006: Live Twenty-Five
- 2009: Extended Versions
- 2013: Music from the Motion Picture
- 2015: Twice Told Tales

### Singles
| Jahr | Titel Album                            | Höchstplatzierung, Gesamtwochen, AuszeichnungChartplatzierungen (Jahr, Titel, Album, Platzierungen, Wochen, Auszeichnungen, Anmerkungen) | Höchstplatzierung, Gesamtwochen, AuszeichnungChartplatzierungen (Jahr, Titel, Album, Platzierungen, Wochen, Auszeichnungen, Anmerkungen) | Anmerkungen                        |
| Jahr | Titel Album                            | UK | US | Anmerkungen                        |
| ---- | -------------------------------------- | --- | --- | ---------------------------------- |
| 1988 | Like the Weather In My Tribe           | — | US68 (8 Wo.)US | Erstveröffentlichung: April 1988   |
| 1988 | What’s the Matter Here? In My Tribe    | — | US80 (8 Wo.)US | Erstveröffentlichung: Juli 1988    |
| 1989 | Trouble Me Blind Man’s Zoo             | UK77 (3 Wo.)UK | US44 (12 Wo.)US | Erstveröffentlichung: April 1989   |
| 1989 | Eat for Two Blind Man’s Zoo            | UK93 (1 Wo.)UK | — | Erstveröffentlichung: Juli 1989    |
| 1992 | These Are Days Our Time in Eden        | UK58 (3 Wo.)UK | US66 (11 Wo.)US | Erstveröffentlichung: August 1992  |
| 1993 | Candy Everybody Wants Our Time in Eden | UK47 (3 Wo.)UK | US67 (10 Wo.)US | Erstveröffentlichung: Januar 1993  |
| 1993 | Few and Far Between Our Time in Eden   | — | US95 (1 Wo.)US | Erstveröffentlichung: August 1993  |
| 1993 | Because the Night MTV Unplugged        | UK65 (1 Wo.)UK | US11 (29 Wo.)US | Erstveröffentlichung: Oktober 1993 |
| 1997 | More than This Love Among the Ruins    | UK87 (1 Wo.)UK | US25 (18 Wo.)US | Erstveröffentlichung: Juni 1997    |

Weitere Singles
- 1982: Human Conflict Number Five (EP)
- 1985: Can’t Ignore the Train
- 1985: Just As the Tide Was a Flowing
- 1986: Scorpio Rising
- 1987: Peace Train
- 1987: Don’t Talk
- 2011: Triangles (EP)